# Tommaso Reato
Tommaso Reato (Rovigo, 12 maggio 1984) è un ex rugbista a 15 italiano seconda linea nel Rugby Rovigo, del quale detieneva la fascia di capitano.

## Carriera
Cresciuto nel Rugby Rovigo ha esordito giovanissimo nel campionato italiano ed è diventato subito uno dei punti di forza della squadra.
Reato ha indossato la maglia della Nazionale italiana per la prima volta il 2 febbraio 2008 contro l'Irlanda nel torneo delle 6 Nazioni. Viene poi convocato da Nick Mallett per il tour estivo e per i test match dell'autunno 2008.